# Battaglia di Nahrawan
Nahrawàn in arabo ﻧﻬﺮﻭﺍﻥ‎?, Nahrawān era il nome di un ponte che attraversava un canale a est del fiume Tigri, tra Baghdad e la futura Wasit, presso cui ebbe luogo il 17 luglio 658 il massacro operato da califfo ʿAlī ibn Abī Ṭālib ai danni dei dissidenti kharigiti, che lo avevano abbandonato in occasione della battaglia di Siffin.
Più che di battaglia (i cronisti arabi preferiscono parlare di "Giornata di Nahrawān", ossia Yawm Nahrawān) si trattò d'un eccidio, visto che a cadere fra i kharigiti furono ben 2400 persone su un totale di 2800, mentre assai pochi morti vi furono nei ranghi califfali.
L'accaduto rese irreversibile quel primo scisma e sarà proprio un kharigita, 'Abd al-Rahmàn ibn Muljam - che voleva vendicare la morte di sua moglie, di amici e parenti caduti a Nahrawàn - ad assassinare nel febbraio del 661 il califfo ʿAlī a Kufa.